# 手稲ステーションホテル
手稲ステーションホテル（ていねステーションホテル、英: Teine Station Hotel）は、北海道札幌市手稲区手稲本町にあるビジネスホテル。JR函館本線 手稲駅の南口駅前広場に面して立地しており、駅とはペデストリアンデッキで直結している。
ハートビル法認定、札幌市福祉のまちづくり条例適合ホテル。

## 概要
客室は5階から8階にあり、52室で72人収容可能。52室中20室からは函館本線を眺める事が出来、鉄道が見えるホテルとして雑誌に紹介されている。
- 客室：52室
  - シングルルーム：36室、ダブルルーム：4室、ツインルーム：8室、バリアフリールーム：2室、和室：2室

## 沿革
手稲ステーションホテルは、1875年（明治8年）に旅人宿として開業した「船木旅館」を前身とし、北海道で現存する旅館（ホテル）としては第一滝本館（登別市、1858年(安政5年)創業）に次いで2番目に古い創業140年を超える歴史を持つ。手稲ステーションホテルとして2000年（平成12年）に開業する前は、和室10室からなる小規模な家族経営の旅人宿だった。
1998年（平成10年） - 2003年（平成15年）に施行された手稲本町1・4地区優良建築物等整備事業を経て、駅直結の複合ビルとしてリニューアルされた。ペデストリアンデッキによって、手稲駅の他、近隣のビル（テイネ1・4ビル、キテネビル）とも直結している。
- 1875年（明治8年） - 船木旅館が開業する[1]。
- 1881年（明治14年） - 現在地（当時は下手稲村軽川）に移転する[1]。
- 2000年（平成12年）2月 - 船木旅館が閉館する。
- 2000年（平成12年）7月7日 - 手稲ステーションホテルが開業する。
- 2003年（平成15年）8月 - ホテル2階にペデストリアンデッキが完成する。
- 2004年（平成16年）12月27日 - 「第5回バリアフリー・デザイン賞」奨励賞を受賞する[4]。
- 2011年（平成23年） - SAPICA電子マネーサービスを開始[5]。
- 2014年（平成26年）9月 - アパパートナーホテルズに加盟。
- 2019年（令和元年）12月 OYO 44631 手稲ステーションホテル 札幌にリブランディング。
- 2022年（令和３年）4月 手稲ステーションホテルに、再度リブランディング。

## 交通機関

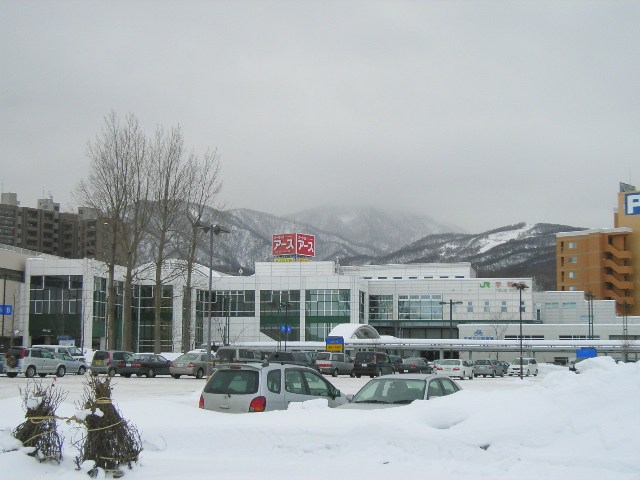
手稲駅北口から（右端に見えるのがホテル）(2005年1月)

### 鉄道
- 北海道旅客鉄道（JR北海道）函館本線手稲駅直結（ペデストリアンデッキ通行）。

### 路線バス
- ジェイ・アール北海道バス「手稲駅南口停留所」から徒歩1分。
- ジェイ・アール北海道バス・北海道中央バス「手稲駅北口停留所」から徒歩3分。

### 自家用車
- 札樽自動車道手稲インターチェンジ（札幌方面）から5分。
- 札樽自動車道銭函インターチェンジ（札幌方面・小樽方面）から15分。

※立体駐車場有（有料）